# باشتهایم
باشتهایم (به آلمانی: Bastheim) یک شهر در آلمان است که در رن-گرابفلد واقع شده‌است. باشتهایم ۲٬۶۳۸ نفر جمعیت دارد.